# Indra Kumar
Pour les articles homonymes, voir Kumar (homonymie).
Indra Kumar est un réalisateur et producteur indien.

## Filmographie
- 1968 : Kismat, de Manmohan Desai - acteur
- 1985 : Mohabbat, de Bapu, avec Aruna Irani, Anil Kapoor et Amrish Puri - producteur
- 1988 : Kasam, de Umesh Mehra, avec Poonam Dhillon, Gulshan Grover, Aruna Irani et Anil Kapoor - producteur
- 1990 : Dil, avec Kishore Bhanushali, Birbal et Madhuri Dixit - réalisateur et producteur
- 1992 : Beta, avec Vikas Anand, Laxmikant Berde et Madhuri Dixit - réalisateur
- 1995 : Raja, avec Sanjay Kapoor et Madhuri Dixit - réalisateur et producteur
- 1997 : Ishq, avec Aamir Khan, Ajay Devgan, Juhi Chawla et Kajol - réalisateur
- 1999 : Mann, avec Aamir Khan et Manisha Koirala - réalisateur et producteur
- 2001 : Aashiq, avec Bobby Deol, Rahul Dev et Karisma Kapoor - réalisateur
- 2002 : Rishtey, avec Anil Kapoor, Karisma Kapoor et Shilpa Shetty - réalisateur et producteur
- 2003 : Simhachalam, avec Srinivasa Rao Kota et Meena - réalisateur
- 2004 : Masti, avec Ajay Devgan, Vivek Oberoi et Aftab Shivdasani (en) - réalisateur et producteur
- 2006 : Pyare Mohan, avec Vivek Oberoi et Esha Deol - réalisateur et producteur
- 2007 : Dhamaal
- 2011 : Double Dhamaal
- 2019 : Total Dhamaal